# Erythridula similalis
Erythridula similalis är en insektsart som först beskrevs av Ross och Delong 1953.  Erythridula similalis ingår i släktet Erythridula och familjen dvärgstritar. Inga underarter finns listade i Catalogue of Life.